# Fatal Fury
Fatal Fury, ou Garou Densetsu (餓狼伝説,) au Japon, est une série de jeux de combat en 2D réalisés par SNK (ancienne société) puis SNK dont le premier épisode est sorti en arcade ainsi que sur la console créée par cette même compagnie, la Neo-Geo AES et borne d'arcade et adapté sur différents supports. La sortie du premier épisode en 1991, quelques mois après celle de Street Fighter II: The World Warrior de Capcom, marque le début d'une compétition acharnée entre les deux compagnies, Fatal Fury restant la série fétiche de SNK jusqu'à l'arrivée en 1994 de The King of Fighters.

## Système de jeu
La principale originalité apportée par Fatal Fury est de permettre de combattre sur deux plans différents. Le joueur a en effet la possibilité de déplacer son personnage de l'avant à l'arrière plan, afin notamment d'esquiver les attaques de l'adversaire. Les trois personnages sélectionnables disposent en outre de coups pouvant porter d'un plan à l'autre ou sur les deux plans à la fois. Le principe des différents plans fut par la suite remanié et finalement abandonné dans l'ultime épisode, Garou: Mark of the Wolves.
Différents systèmes de jeu furent progressivement introduits. Les ring-outs, qui donnent la possibilité de remporter la victoire en éjectant l'adversaire de l'aire de combat. Des systèmes de parade complexes, qui permettent d'esquiver totalement une attaque ou de regagner de l'énergie en la bloquant. De nombreuses combinaisons de coups possibles (les combos) ou encore les fameuses furies, des attaques aussi spectaculaires que dévastatrices. Les furies, (qu'on croit) initiées par Fatal Fury 2 (alors qu'elle apparaissent pour la première fois dans Art of Fighting) et utilisées par la suite dans quasiment tous les jeux de combat à venir s'appellent en réalité Desperation Moves (les mouvements désespérés), le terme furies semblant n'être employé qu'en France et en Belgique francophone.

## Histoire
Tout comme certains autres jeux SNK, l'histoire de Fatal Fury se déroule dans la ville américaine fictive de Southtown. Rongée par le crime et la corruption et dirigée de main de fer par le Parrain de la pègre locale Geese Howard, cette ville accueille chaque année le tournoi du King of Fighters, qui permet aux combattants les plus aguerris de se mesurer puis d'affronter le bras droit de Howard, l'invincible Billy Kane. Les frères Terry et Andy Bogard décident de participer au tournoi dans le but de se venger la mort de leur père, l'expert en arts martiaux Jeff Bogard, assassiné dans des conditions mystérieuses par Geese Howard, certainement dans le but d'asseoir sa mainmise sur Southtown. Aidés pour cela par leur ami Joe Higashi, ils parviennent après avoir vaincu Billy Kane à triompher de Howard.
La seconde partie de la série, Fatal Fury 2 et Fatal Fury Special amène Terry, Andy et Joe, accompagnés de huit nouveaux protagonistes, sans compter l'apparition surprise de Ryo Sakazaki, à s'affronter dans un nouveau tournoi se déroulant cette fois à l'échelle mondiale. L'issue de la bataille permettra au King of Fighters du moment à rencontrer le colossal Wolfgang Krauser dans un combat d'anthologie sur fond de musique symphonique.
King of Fighters étant devenu une série à part entière, Fatal Fury 3, sobrement sous-titré « En route vers la victoire finale » abandonne l'idée de tournoi et offre comme trame narrative une course poursuite entre Terry Bogard, ses amis ainsi que de nouveaux venus, et Geese Howard, pour tenter de s'emparer de parchemins d'immortalité. Ils devront faire face au cours de leurs aventures à Ryuji Yamazaki, fraîchement libéré de prison ainsi qu'aux mystérieux frères Jin, Chonshu et Chonrei.
Après ce troisième épisode, l'histoire n'évoluera que très peu voire pas du tout avec les trois prochains épisodes, intitulés « Real Bout » : Real Bout Fatal Fury est marqué par un nouvel affrontement entre Terry Bogard et Geese Howard, Real Bout Fatal Fury Special par le retour de Wolfgang Krauser, Laurence Blood, Tung Fu Rue et Cheng Sinzan, et enfin Real Bout Fatal Fury 2 par l'arrivée de deux nouveaux personnages, Li Xiangfei et Rick Strowd.
L'histoire de Garou: Mark of the Wolves se déroule une dizaine d'années plus tard. À l'exception de Terry Bogard, la totalité des anciens personnages est remplacée par de nouveaux venus qui empruntent souvent leur style de combat à leur illustres aînés. Khushnood Butt (ou Marco Rodriguez dans la version japonaise) est ainsi l'héritier de l'école de karaté Kyokugenryo, Rock Howard est le fils de Geese Howard, et Kim Jae Hoon et Kim Dong Hwan ceux de Kim Kaphwan. Les combattants s'engagent dans un tournoi initié par le nouveau Parrain de Southtown, Kain R. Heinlein et dont l'issue dévoilera à Rock Howard le lourd secret de son héritage.

## Épisodes

### Épisodes principaux
- 1991 - Fatal Fury
- 1992 - Fatal Fury 2
- 1993 - Fatal Fury Special
- 1995 - Fatal Fury 3: Road to the Final Victory
- 1995 - Real Bout Fatal Fury
- 1996 - Real Bout Fatal Fury Special
- 1998 - Real Bout Fatal Fury 2: The Newcomers
- 1999 - Garou: Mark of the Wolves
- 2025 - Fatal Fury: City of the Wolves

### Épisodes annexes
- 1994 - Nettou Garou Densetsu 2
- 1998 - Fatal Fury: Wild Ambition
- 1998 - Real Bout Garou Densetsu Special: Dominated Mind
- 1998 - Nettou Real Bout Garou Densetsu Special
- 1999 - Fatal Fury: First Contact

Nettou Garou Densetsu 2 (1994) est l'adaptation de Fatal Fury 2 sur Game Boy. Fatal Fury: Wild Ambition (1998) est une version 3D de Fatal Fury sur borne d'arcade et fonctionnant sur le système Hyper Neo-Geo 64. Le jeu fut adapté sur PlayStation en 1999 et proposé en téléchargement sur PlayStation 3 et PlayStation Portable en 2007. Real Bout Garou Densetsu Special: Dominated Mind (1998) est la conversion de Real Bout Fatal Fury Special sur PlayStation. Nettou Real Bout Garou Densetsu Special (1998) est le portage de Real Bout Fatal Fury Special sur Game Boy. Fatal Fury: First Contact (1999) est l'adaptation de Real Bout Fatal Fury 2 sur Neo-Geo Pocket.

### Compilations
- 2006 - Fatal Fury: Battle Archives Volume 1
- 2006 - Fatal Fury: Battle Archives Volume 2

Ces deux compilations ont été éditées par SNK Playmore sur PlayStation 2 en 2006. Le volume 2 est sorti uniquement au Japon et aux États-Unis. Le volume 1 comprend les versions originales de Fatal Fury, Fatal Fury 2, Fatal Fury Special et Fatal Fury 3. Le volume 2 comprend les versions originales de Real Bout Fatal Fury, Real Bout Fatal Fury Special et Real Bout Fatal Fury 2: The Newcomers.

### Séries apparentées
- La série Art of Fighting
- La série Capcom vs. SNK
- La série KOF: Maximum Impact
- La série The King of Fighters
- La série SNK vs. Capcom

## Adaptations

### Anime
Fatal Fury a fait l'objet d'adaptations en anime par le biais d'OAV :
- Fatal Fury: Legend of the Hungry Wolf (Battle Fighters Garou Densetsu) (OAV, 1992)
- Fatal Fury 2: The New Battle (Battle Fighters Garou Densetsu 2) (OAV, 1993)
- Fatal Fury: The Motion Picture (Garou Densetsu: The Motion Picture) (1994)

### Autres
- Garou Densetsu (1994) est une série de manga de Ken Ishikawa, célèbre collaborateur de Go Nagai et surtout père de la saga des Getter Robot. Il a été édité en Espagne par Planeta-deAgostini sous le nom de "Fatal Fury ~ La ciudad de los luchadores". Inédit en France, l'histoire semble faire suite à Fatal Fury: Legend of the Hungry Wolf[1].